# Ріхард Шмеглик
Ріхард Шмеглик (словац. Richard Šmehlík; 23 січня 1970, м. Острава, ЧССР) — чехословацький і чеський хокеїст, захисник. 
Вихованець хокейної школи ХК «Вітковиці». Виступав за ХК «Вітковиці», «Дукла» (Їглава), «Баффало Сейбрс», «Атланта Трешерс», «Нью-Джерсі Девілс».
У складі національної збірної Чехословаччини/Чехії учасник зимових Олімпійських ігор 1992, 1998 і 2002, учасник чемпіонатів світу 1991 і 1992, учасник Кубка Канади (1991). У складі молодіжної збірної Чехословаччини учасник чемпіонату світу 1990. У складі юніорської збірної Чехословаччини учасник чемпіонату Європи 1988.
Досягнення
- Переможець зимових Олімпійських ігор (1998), бронзовий призер (1992)
- Бронзовий призер чемпіонату світу (1992)
- Чемпіон Чехословаччини (1991)
- Володар Кубка Стенлі (2003).